# Pyrrhargiolestes tenuispinus
Pyrrhargiolestes tenuispinus là loài chuồn chuồn trong họ Argiolestidae. Loài này được Lieftinck mô tả khoa học đầu tiên năm 1938.